# شريان كعبي أمامي إنسي
شريان كعبي أمامي إنسي (بالإنجليزية: Anterior medial malleolar artery)‏‏ هو شريان يتفرعُ من شريان قصبة الساق الأمامي.